# 電通イーマーケティングワン
株式会社電通イーマーケティングワン（でんつうイーマーケティングワン 、英称Dentsu e-marketing One Inc.）は、電通グループの新しいマーケティング事業の中核会社として2004年に設立された。

## 沿革
- 2004年（平成16年）04月 株式会社電通イーマーケティングワン設立
  - 電通グループの新しいマーケティング事業の中核会社として、クライアントの新たなマーケティング課題をワンストップで解決することを事業目的とし営業を開始。
  - 出資：電通51%、電通国際情報サービス33.5%、電通テック7.2%、アビームコンサルティング6.9%、サイバー・コミュニケーションズ1.4%
- 2005年（平成17年）09月 株式会社インターロジックス子会社化
  - かねてから業務提携関係にあった株式会社インターロジックスの株式を35.3%取得。既に電通グループの取得していた株式と合わせて半数を超えたため子会社化。インターロジックスが有する豊富なCRMノウハウと、電通イーマーケティングワンが有する高度なマーケティング・ノウハウを融合することで、クライアントのマーケティング課題に対応したサービス体制をより一層拡充。
- 2006年（平成18年）11月 電通イーマーケティングワン、ネットイヤーグループ、アビームコンサルティングの三社の出資により株式会社電通ネットイヤーアビーム設立
  - 従来のマーケティング・販売ソリューションに加え、マーケティング戦略立案の統合支援サービスを提供するため、アビームコンサルティング、ネット戦略会社のネットイヤーグループの2社の資本参加を得て、マーケティング戦略立案の新会社として、営業開始。
- 2010年（平成22年）01月 株式会社電通デジタル・ホールディングス発足
- 2010年（平成22年）03月 株式会社電通ネットイヤーアビーム独立（現 株式会社電通コンサルティング）
- 2013年（平成25年）04月 子会社・株式会社インターロジックス合併
- 2014年（平成26年）03月 マーケティングプロセスの自動化を実現する米マーケティングソフトウェア大手Marketo(マルケト）と日本での合弁事業開始
- 2016年（平成28年） 電通の本社内組織である「デジタルマーケティングセンター」、ネクステッジ電通と合流し、電通デジタルに

## 企業理念
価値規定としてミッション、ビジョン、バリューを策定している。
ミッション
- 新しい「売り方」を、つくる

ビジョン
- マーケティングのあらゆる領域において、デジタルによるイノベーションを実現するパートナーとなる。

バリュー
- 情緒価値

クライアントの思いや夢に共鳴する心
イノベーションへのあくなき情熱
- 機能価値

最新テクノロジーのビジネス適用力
データオリエンテッドな戦略構築力
戦略から実行までのワンストップ性
グローバル・ローカルな視点を併せ持つマネジメント力
気持ちを動かし、行動を促すクリエイティブ力

## 事業内容
- CRM:CRM全体設計、及びそこからブレイクダウンされた各プログラム(ポイントプログラム、ロイヤルティプログラム等)の企画・設計、実施、検証
- Webサイト戦略・マルチデバイス情報設計:自社メディア・ソーシャルメディア・ペイドメディアの最適活用、PC~モバイル、スマホ含めた情報設計・コンテンツ開発、CMS導入、立ち上げ以降のPDCA(アクセス解析、ABテスト)
- EC:Eコマース立ち上げ支援、運用。リアル店舗との融合
- リードジェネレーション:顧客DBに基づいて見込み顧客獲得～顧客化
- O2O:Online-Offlineの他、On-On、Off-Off等最適な送客を見据えた上のWeb〜リアル連携施策の企画・設計、実施、検証
- データサイエンス:自社データ(購買データ、利用履歴<ログ>、接触履歴、GPSデータ、顧客マスタ)や周辺データ(外部コーザルデータ等)、ビッグデータを活用した統合分析
- システム構築:SFAのための基盤システム改修・ダッシュボード開発。各種DB連携支援